# パターン認識受容体
パターン認識受容体（パターンにんしきじゅようたい; Pattern Recognition Receptor; 略称PRR）とは、細胞において病原体由来分子パターンを認識する受容体の総称。自然免疫において重要である。

## 用語
病原体由来分子パターン
異物や病原体と一口にいっても様々である。そのため、パターン認識受容体にも、様々な種類が存在する。
おおまかに、異物の分子構造の種類ごとに、受容体の種類も分かれる。
例として、細胞の炭水化物（リポ多糖やマンナンなど）を認識するもの（レクチン）、核酸を認識するもの（例えばトル様受容体 TLR）、細菌のペプチドを認識するもの、などがある。
上述のような異物の種類の違いのことを病原体由来分子パターン(PAMP, pathogen-associated molecular patterns)という。

## トル様受容体
代表的なパターン認識受容体としてトル様受容体(TLR)がある。
トル様受容体は主に、核酸(RNAなど)やタンパク質に構造の近い分子を認識する。
しかし例外的に、TLR2とTLR4は糖タンパク質を認識することから、結果的にTLR2とTLR4は病原体の炭水化物を認識することになる。
TLR4はリポ多糖を認識する。
TLR2はペプチドグリカンを認識する。

## マクロファージ
マクロファージには数種類のPRRが存在している。
マクロファージのPRR認識により、自然免疫が応答され、サイトカインを産生したり樹状細胞を活性化したりする。

## レクチン経路
もともとレクチンとは、植物種子中から発見されたものだが、動物の赤血球を凝固させる因子として知られていた。これはレクチンに、血球に存在する糖鎖と結合する性質があるからである。
そしてその後、植物にかぎらず、動物の体内にも糖鎖と結合するタンパク質が見つかり、「レクチン」と命名された。
なので、一口に「レクチン」と言っても、様々な種類のものがあり、動物レクチンと植物レクチンとは異なる。また、一口に「動物レクチン」と言っても、免疫ではなく細胞接着のための動物レクチンも存在している。
本頁では、主に動物由来のレクチンについて、また免疫に関係性の高そうなレクチンについて述べる。
なんのために動物体内にレクチンがあるのかというと、通説としては、貪食細胞であるマクロファージなどによる攻撃の標的のための目印であり、レクチンがマンノースに結合することにより、マクロファージなどに存在する受容体で異物として認識することができるようになると一般に考えられている。
レクチンのうち、マンノースと結合するものはマンノース結合レクチン(mannose-binding lectin、略称: MBL)と言われている。現在、マクロファージにマンノース受容体がある事が分かっている。
細胞壁にマンノースをもつ細菌もいるので、これらの細菌をマクロファージが攻撃するために、マンノースと結合するレクチンによって、標的の目印をつけているというわけであろう。このようなマンノース結合レクチンもPRRということができる。
客観的な事実としては、これらレクチンは、生体の自然免疫に関わっていることが分かっている。
実際、先天性異常の患者でMBL欠損のある患者は、幼児期に易感染性であることが報告されている。
これらMBL関連の機構の動作に、カルシウムを必要とするレクチンがあるので、そのようなカルシウム依存性のレクチンは「C型レクチン」(C-type lectin receptors, 略称: CLR)と言われている。C型の「C」とはカルシウムのつづりの事である。
また、このようなレクチンによる自然免疫の機構のことを「レクチン経路」という。
一方、「古典的経路」とは獲得免疫のことである。レクチン経路と対比して、自然免疫を補って働く獲得免疫のことを「古典的経路」という場合もある。

## 獲得免疫との関わり
自然免疫と獲得免疫は便宜上は別々の免疫として分類されるものの、 獲得免疫をつかさどるT細胞などは自然免疫のマクロファージなどから、異物に対する情報を受け取るわけであるので、 なにかしら、自然免疫の細胞も獲得免疫に情報伝達をしている事になる。
現在では、トル様受容体やC型レクチン受容体が、獲得免疫への情報伝達にも役割をしている事が分かっている。
レクチンの一種であるdectin-1は、MHCクロスプレゼンテーションを行っていることが知られている。
C型レクチン系の免疫関連シグナル伝達はおおむね、チロシンのリン酸化によって伝達が開始する種類のものが多いとされている。

## C型レクチンの免疫

### dectin-1
デクチン1(dectin-1 )は、βグルカンに結合する。
真菌の細胞壁にはβグルカンを持つものがある。真菌とは、キノコや酵母などのこと。
これらの自然免疫にdectin-1が関係していると思われている。
dectin-1は、マクロファージなどの細胞膜上に存在している。
また、大腸の免疫細胞に多くdectin-1が存在している。
真菌の排除に必要なTh17細胞（ヘルパーT細胞の一種）を、dectin-1は誘導しているとされる。
なお、ヘルパーT細胞の番号の分類は、主に産生するサイトカインにもとづく分類である。Th-17はインターロイキン17(IL-17)などのサイトカインを産生する。
免疫によるカンジダ真菌への攻撃への応用として、dectin-1およびdectin-2が期待されている。

### dectin-2
真菌や酵母にはαマンナンをもつものがある。
dectin-2は、真菌のαマンナンを認識するC型レセプターの一種である。一方、酵母のαマンナンをdectin-2は認識しない。

### Mincle
脂質を認識する
MincleというC型レクチンは、結核菌と作用する性質があることが知られている。結核菌のもつトレハロースジミコール酸(trehalose 6,6’ dimycolate:TDM）をMincleは認識している。結核菌ワクチンであるBCGにも Mincle が含まれていると言われている。
トレハロースジミコール酸は糖脂質に分類される。そもそもミコール酸は脂肪酸に分類される。なお、ミコール酸とは、結核菌のもつ脂肪酸のような構造の分子のことである。
また、レンサ球菌は一般に脂質であるモノグルコシルジアシルグリセロール(MGDG)を産生するのだが、このレンサ球菌の産生した脂質にもMincleは反応すると言われている。
これらのことから、Mincleは微生物の脂質を認識するための受容体だと思われている。
コレステロール結晶もMincleは認識するという報告もある。
分子構造で大きな疎水性基をもつと言われており、コレステロール結晶を認識することと整合性がある。
部位
Mincleは主にマクロファージや樹状細胞に存在している。
経緯など
なお、トレハロースジミコール酸は、ワクチンの効果を増強する「アジュバント」（免疫賦活剤）と言われる種類の薬剤にも分類されている。だが、なぜトレハロースジミコール酸がワクチンの効果を増強するかの理由については、Mincleの性質が解明されるまでは、ながらく不明であった。現在ではトレハロースジミコール酸がアジュバントとして機能する原因は、Mincleによるものだろうと学会的には思われている。
なお、これらミコール酸をもつ細菌は、塩酸アルコールで脱色されないものが多い。塩酸アルコールで脱色されないものは「抗酸菌」というものに分類される。結核菌のほかハンセン病の原因菌が、抗酸菌として有名である。

## その他

### KLR
NK細胞にもC型レクチンレセプターが存在しており、キラーレクチン様レセプター KLR（Killer Lectin-like Receptor）といわれる。